# Fatal Racing
Fatal Racing, conhecido como Whiplash nos Estados Unidos, é um jogo de corrida desenvolvido pela Gremlin Interactive e publicado em 1995 para a plataforma MS-DOS.
Fatal Racing pode ser considerado como um híbrido de Stunts e Destruction Derby. O jogador escolhe entre uma ampla seleção de carros e dirige em pistas com loops, sacarrolhas e rampas, enquanto tenta destruir os carros adversários e alcançar primeiro a linha de chegada. O modo multijogador é suportado pela conexão de modem ou rede IPX/SPX, além de uma opção de divisão de tela para dois jogadores. Fatal Racing suporta resoluções de 320x240 e 640x480, e é conhecido por haver demandado um hardware poderoso na época de seu lançamento.
Os nomes dados aos pilotos controlados pela AI (inteligência artificial) vem todos de famosos robôs e computadores de filmes de ficção científica, como Kryten, Slave, Robby, etc.
Também se destaca a trilha sonora do jogo, disponível nas versões originais (em CD-ROM) ou em qualidade reduzida (formato MIDI) em alguns formatos de distribuição. A narração da pista é forte e presencial, incluindo mesmo gritos ensandecidos durante as manobras mais arriscadas.
Devido à sua incompatibilidade com sistemas operacionais modernos no padrão 64-bits, para o adequado funcionamento do jogo é recomendado uma máquina virtual ou um software que emule a plataforma DOS, como o DosBox.

## Equipes
Há no total oito equipes diferentes disponíveis no jogo, cada uma com características particulares de velocidade máxima, aceleração, resistência, dirigibilidade, etc. São elas: Auto Ariel, DeSilva, Pulse Engineering, Global, Million Plus, Mission Motors, Zizin e Reise Wagon. No decorrer do jogo, é possível habilitar um modo de carro avançado, com características incrementadas e cores modificadas, representando um fator maior de desafio e replayability.

## Pistas
Há dois principais campeonatos disponíveis: Gremlin Cup e Premier Cup. Um novo campeonato pode ser destravado após vencer a Premier Cup na dificuldade mais elevada, contendo uma seleção secreta de pistas.
Os campeonatos são compostos de oito pistas com graus de perícia variados. Há forte presença de elementos radicais nas pistas, como loopings, corkscrews, pontes e rampas que se movem, precipícios, etc.
O jogador pode escolher entre disputar os campeonatos disponíveis, correr por uma das pistas em particular ou tentar estabelecer um recorde numa batalha contra o relógio.